# Ostrale
Ostrale (tyska: OSTRALE – Internationale Ausstellung für zeitgenössische Künste) är en årlig internationell konstutställning i Dresden, Tyskland, med inriktning mot modern konst. Traditionen inleddes 2007 och utställningarna visas under tre månader. Förutom konst i form av måleri, skulptur, installationer av olika slag förekommer även performance och scenkonst. Utställningen och dess arrangemang äger rum i Ostrageheges, en stadsdel i västra Dresden.

## Historik
I början av 2007 gjorde konstnärerna Andrea Hilger och Mike Solomon, verksamma i Dresden, en översyn av tänkbara lokaler för modern dans som scenkonst.

## Kringarrangemang
Under utställningsperioden arrangeras även olika kringarrangemang. Syftena med dessa kan variera, men bland annat kan det handla om att introducera yngre människor och personer med funktionshinder i samtida konst, liksom att främja människors eget konstnärliga skapande. 